# 中四国サテライトリーグ
中四国サテライトリーグ（ちゅうしこくサテライトリーグ）は、かつて中国・四国地方のJリーグ傘下の若手選手およびその地域の学生サッカー連盟に加入する選手が参加していたサッカーリーグ戦。若手育成目的で行われる育成リーグであり、日本サッカーのリーグ構成に属さない独立リーグであった。
現在はこの名称でのリーグ活動はしていない。

## 概要
2010年、2011年の2年間に行われていたリーグ戦。主催は中四国Jリーグクラブ。後援に中国サッカー協会および四国サッカー協会。なお、リーグを管理する事務局などは置かず運営していた。
(社)Jリーグは元々「Jサテライトリーグ」という育成リーグを行っていたが、国内大会に加えAFCチャンピオンズリーグなどの国際大会との兼ね合いからサテライトリーグの日程調整が困難となり、景気低迷の影響で各チームとも経費削減が急務となったことから、2009年末にJリーグは正式にサテライトリーグを廃止した。
その後中四国Jリーグチームは、代替リーグとして始まった関西ステップアップリーグへの参加を打診されていた が、中国・四国Jクラブ情報懇談会での協議結果、中四国でサテライトリーグの代わりとして発足を決定した。ただ、実質練習試合と同じであることに加え、参加チーム数や学生サッカー連盟主催大会との兼ね合いなど日程調整が困難となったことから、2012年以降開催されなくなった。

## レギュレーション
基本形態は、5月から11月にかけて行われるホームアンドアウェーの2回戦総当たりリーグ戦である。試合は、Jクラブが用意するグラウンドで行うことが基本となっていた。チームとして優勝チーム、選手として最優秀選手（MIP）が表彰されていた。
育成リーグであることやJリーグおよびサッカー協会主催のリーグ戦でないため、出場選手や会場など制限があったJサテライトリーグ に比べ、融通がきくレギュレーションとなっていた。また、ほぼ練習試合に等しいレギュレーションであるため、優勝チームおよびMIPを表彰することにより試合価値を高めようとしていた。
- 出場選手は、試合直前に交換するメンバー表に記載があれば誰でも出場可能であった。つまり、チーム登録選手や特別指定選手、下部組織選手に加え、練習生の出場が可能であった。
- 選手交代は、人数制限無く自由。総入れ替えも行えた。
- 警告や退場は、リーグとして処分されない。代わりに各チームの判断に委ねられていた。
- レギュラークラスが調整として出場することもできるが、出来る限り戦力の均衡化を図っていた。
- 怪我人や公式戦日程を配慮し試合を開催しない場合もあった。この場合、リーグの順位は勝点取得率で定めていた。
- 試合終了後、双方の監督により対戦相手側の中から優秀選手をそれぞれ選出していた。それを集計、年間5試合以上出場した選手の中で、出場1試合あたりの優秀選手選出回数でMIPを選出していた。

その他、試合時間などはJリーグ公式戦に準拠していた。

## 参加チーム
- Jリーグチーム(以下はJリーグ加盟順）
  - サンフレッチェ広島 - 2010年・2011年
  - 徳島ヴォルティス - 2010年・2011年
  - 愛媛FC - 2010年・2011年
  - ファジアーノ岡山 - 2010年・2011年
  - ガイナーレ鳥取 - 2011年
- 学生連盟推薦チーム
  - 中国 - 中国学生選抜 - 2010年・2011年
  - 四国 - 高知大学 - 2010年・2011年

## 歴代成績
| 年度 | 優勝および勝率 | MIP      | 二位以下および勝率                                          | 備考  |
| ---- | -------------- | -------- | ----------------------------------------------------------- | ----- |
| 2010 | 愛媛FC(60%)    | 千明聖典 | 徳島(60%)、岡山(56%)、広島(50%)、高知大(0%)、中学連選抜(0%) | [ 4 ] |
| 2011 | 不明           | 不明     | 不明                                                        |       |